# Владимир Івич
Владимир Івич (серб. Vladimir Ivić/Владимир Ивић, нар. 7 травня 1977, Зренянин) — югославський та сербський футболіст, що грав на позиції півзахисника. По завершенні ігрової кар'єри — тренер. З 2025 року очолює тренерський штаб команди «Аль-Айн». Найбільш відомий за виступами в клубах «Партизан», АЕК та ПАОК, а також національну збірну Сербії і Чорногорії. Як футболіст — триразовий чемпіон Югославії та володар Кубка Югославії. Як тренер — володар Кубка Греції та дворазовий чемпіон Ізраїлю.

## Клубна кар'єра
У 1994 році Владимир Івич розпочав виступи на футбольних полях у складі команди «Пролетер», в якій виступав до 1998 року, взявши участь у 67 матчах чемпіонату.
У 1998 році Івич перейшов до одного з найсильніших югославських клубів «Партизан». У складі команди футболіст швидко став одним із гравців основного складу, та став одним із основних бомбардирів команди, відзначившись до 2004 року 107 голами в 259 проведених матчів чемпіонату за клуб. У складі «Партизана» футболіст став триразовим чемпіоном Югославії та володарем Кубка Югославії.
У 2004 році Владимир Івич став гравцем німецького клубу «Боруссія» (Менхенгладбах), проте в його складі гравцем основного складу не став, зігравши лише 4 матчі за сезон, і в 2005 року уклав контракт з грецьким клубом АЕК. У складі клубу з грецької столиці сербський півзахисник зумів стати гравцем основного складу команди, та грав у складі команди до 2007 року.
Протягом 2007—2008 років Івич захищав кольори іншого грецького клубу «Аріс», а в 2008 році перейшов до іншого клубу з Салонік ПАОК, у якому також був гравцем основного складу команди. У 2012 році в складі команди ПАОК Владимир Івич завершив виступи на футбольних полях.

## Виступи за збірні
У 2001 році Владимир Івич дебютував у складі національної збірної Югославії, за яку грав до 2002 року, та зіграв у її складі 7 матчів, у яких забитими м'ячами не відзначився. Пізніше в 2004 році Івич зіграв 1 матч у складі збірної Сербії і Чорногорії, після чого до збірних не залучався.

## Кар'єра тренера
Невдовзі по завершенні кар'єри гравця Владимир Івич розпочав тренерську кар'єру, в 2013 року ставши тренером молодіжної команди свого останнього як гравця клубу ПАОК. Пізніше в 2016 році колишній футболіст став виконуючим обов'язки головного тренера клубу ПАОК, та працював на цій посаді до 2017 року, ставши на чолі команди володарем Кубка Греції.
У 2018 році сербський тренер очолив ізраїльський клуб «Маккабі» (Тель-Авів), з яким двічі поспіль став чемпіоном Ізраїлю. У 2020 році Івич очолив англійський клуб «Вотфорд», проте пропрацював у клубі лише до кінця року. У 2022 році сербський тренер удруге в кар'єрі очолив тель-авівський «Маккабі», в якому працював до 2023 року.
У 2023 році Владимир Івич очолив російський клуб «Краснодар», з яким дійшов до фіналу Кубка Росії. З 2025 року сербський фахівець очолює тренерський штаб еміратського клубу «Аль-Айн».

## Титули і досягнення

### Як гравця
- Чемпіон Югославії (3):

«Партизан»: 1998–1999, 2001–2002, 2002–2003
- Володар Кубка Югославії (1):

«Партизан»: 2000–2001

### Як тренера
- Володар Кубка Греції (1):

ПАОК: 2016–2017
- Чемпіон Ізраїлю (2):

«Маккабі» (Тель-Авів): 2018–2019, 2019–2020